# Maciej z Drohiczyna
Maciej z Drohiczyna – przedsiębiorca i iluminator małopolski czynny w latach 1484–1528 lub 1490–1524, określany również jako illuminator libroru, in castro Cracoviensi lub luminator litterarum, identyfikowany z Mistrzem Graduału Olbrachta.

## Działalność artystyczna i zawodowa
Przez całe życie pracował w Krakowie, gdzie przez czterdzieści lat prowadził pracownię malarską. Wraz z rodziną mieszkał na Wawelu w pobliżu katedry, w domu Oleśnickich zwanym „Pińczów”. Był przedsiębiorcą; jako pośrednik zawierał umowy o przepisywanie i oprawianie ksiąg liturgicznych z katedralisami i introligatorami. Zachowały się dwie umowy na prace zawarte z katedralisem Wacławem Żydkiem z 1492 i 1493 roku. Pierwsza dotyczyła przepisania na pergaminie psałterza dla kolegiaty w Skalbmierzu i ozdobienia go cynobrem, lazurem i innymi kolorami wraz z oprawieniem. Druga umowa dotyczyła przepisania, za sześć florenów, mszału na pergaminie i ozdobienie go własnymi iluminacjami. W okresie swojej działalności, w różnym stopniu, współpracował ze skrybami: Abrahamem (1519), Stanisławem z Buku, handlarzem ksiąg iluminowanych Janem z Bełza, czy też z introligatorem Janem Czytwarem (1490) oraz z notariuszem kancelarii i sekretarzem królewskim Aleksandra Jagiellończyka i Zygmunta I, Wawrzyńcem Międzyleskim.

## Twórczość i prace
Maciej z Drohiczyna uznawany jest za tego, który w latach 1499–1506 kierował w swojej pracowni pracami iluminatorów Graduału Jana Olbrachta i sam był jednym z nich. Był głównym wykonawcą iluminacji do I i II części graduału królewskiego dla katedry wawelskiej. Stylistycznie prace te nawiązywały do niemieckich i niderlandzkich miedziorytów i drzeworytów. W takim stylu wykonywano prace do 1506 roku, z którego pochodzi ostatnia miniatura „Opłakiwanie Chrystusa” z kanonu mszału jasnogórskiego. Był również autorem miniatur w mszale katedralnym wykonanym dla kaplicy pw. Wniebowzięcia Panny Marii w Krakowie.
Uczniem Macieja z Drohiczyna (w 1527 roku) był Jan z Raciborza, altarysta na Wawelu.